# Tagliatelle

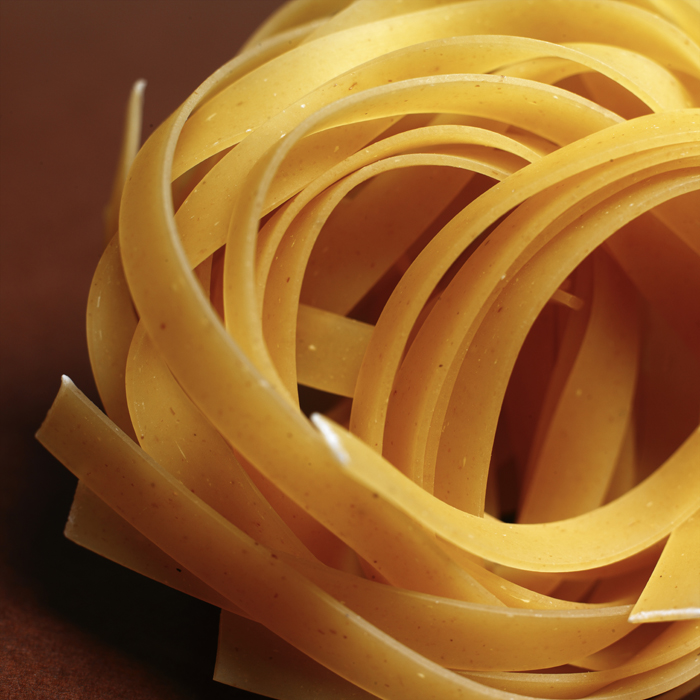
Ongekookte tagliatelle

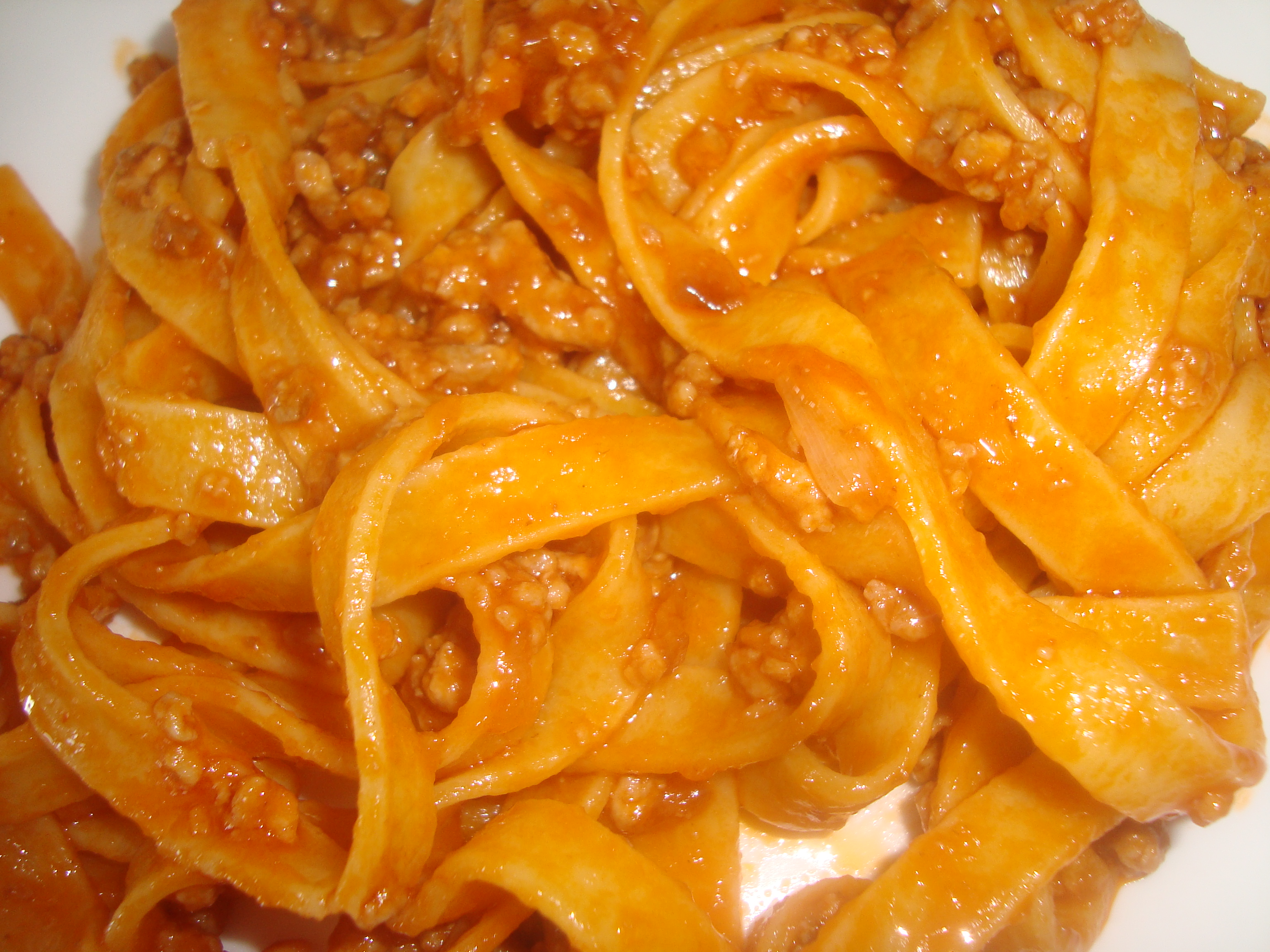
Tagliatelle

Tagliatelle (Italiaans: /taʎʎaˈtɛlle/, spreek uit: ta.l.jia.tel.le) ) is een Italiaanse pasta uit de regio Emilia-Romagna. Naar vorm zijn het lintnoedels of bandnoedels, naar samenstelling meestal eiernoedels.
In droge vorm zijn de linten zeven mm breed, in gekookte vorm worden zij acht mm breed. De pasta wordt meestal met saus geserveerd, waarvan de bolognesesaus de bekendste is.
Om tagliatelle makkelijk te kunnen opdienen gebruikt men een spaghettitang.

## Legende
In 1931 lanceerde de humorist Augusto Majani uit Bologna de legende dat Zefirano of Zafiran, een bekende kok, eveneens uit Bologna, zich in het jaar 1487 had laten inspireren door het kapsel van Lucrezia d'Este, de aanstaande bruid van Annibale II Bentivoglio. Hij noemde zijn gerecht tagliolini di pasta e sugo, alla maniera di Zafiran (tagliolini van pasta en saus op de wijze van Zafiran).